# Lavaré

Lavaré este o comună în departamentul Sarthe, Franța. În 2009 avea o populație de 838 de locuitori.